# 콩스탕스 자블롱스키
콩스탕스 자블롱스키(Constance Jablonski, 1991년 4월 17일 ~ )는 프랑스의 모델이다.